# ولاية خوست

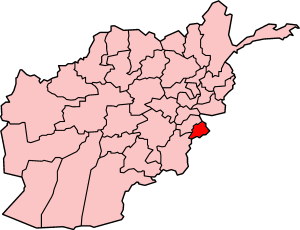
ولاية خوست

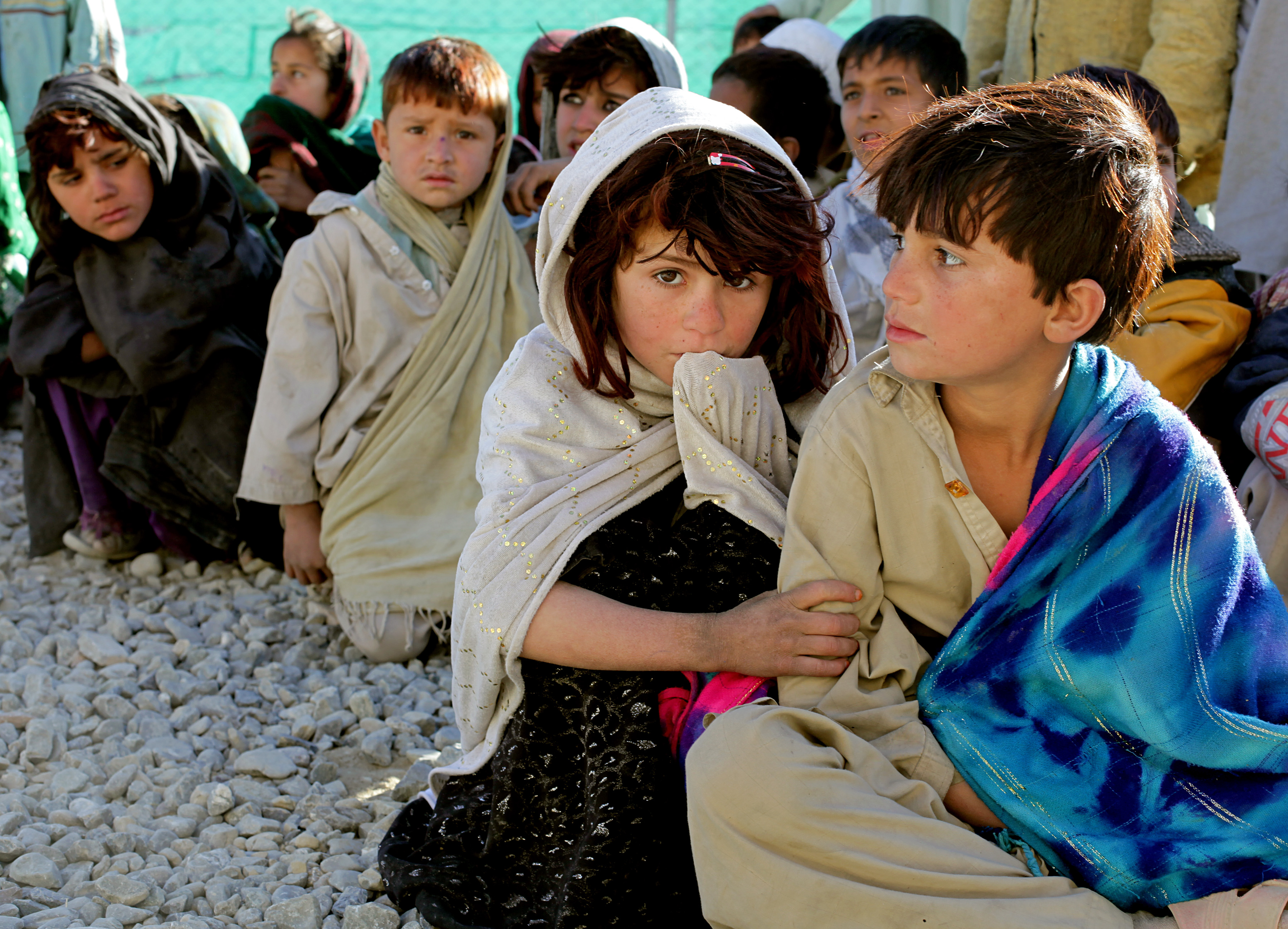
أطفال أفغان في مخيم كلارك في انتظار تلقي العلاج بعد تعرضهم لأعمال عنف مرتبطة بالنزاع في ولاية خوست، أفغانستان عام 2009.

ولاية خوست (بالباشتو: خوست) هي إحدى الولايات الـ34 في أفغانستان تقع في شرقي البلاد، عاصمتها مدينة خوست وتقطنها غالبية من البشتون. کانت خوست مقاطعة من إقليم بکتيا في السابق وأصحبت ولاية في الآونة الأخيرة.
خوست من المحافظات الأفغانية المضطربة والتي شهدت معارك عنيفة بين جنود الجيش السوفييتي السابق والمجاهدين الأفغان نظراً لکونها منطقة جبلية وعرة متاخمة مع باکستان.
في عام 1986، أنشأت المخابرات الأمريکية المرکزية الـ CIA قاعدةً عسکرية لتدريب المجاهدين الأفغان المخضرمين بزعامة قلب الدين حکمتيار زعيم الحزب الإسلامي السابق ولکن سرعان ما استفاده منها المنشق السعودي أسامة بن لادن وأعوانه لاحقاً مما دفع الرئيس الأمريکي السابق بيل کلينون إلی توجيه ضربات لها بالصواريخ وتدميرها في أغسطس 1998.
حاکم خوست السابق هو السيد أرسلان جمال والذي نجا من محاولات اغتيال فاشلة مرات عدة.

## تاريخ
في عام 1924، كانت مقاطعة خوست، التي كانت تُعرف آنذاك باسم المقاطعة الجنوبية، مسرحًا لتمرد قبيلة مانغال البشتون، المعروف باسم تمرد خوست. لم ينجح التمرد في النهاية، وهزمت الحكومة الأفغانية في عام 1925. كانت خوست جزءًا من مقاطعة باكتيا حتى عام 1985، عندما جعلها نظام الحزب الديمقراطي الشعبي الأفغاني مقاطعة منفصلة. شهدت مقاطعة خوست معارك زوار وجزءًا من عملية الوصول اللانهائي.

## الرعاية الصحية
ارتفعت نسبة الأسر المعيشية التي لديها مياه شرب نظيفة من 34٪ عام 2005 إلى 35٪ عام 2011. ارتفعت النسبة المئوية للولادات التي تمت تحت إشراف قابلة ماهرة من 18٪ في عام 2005 إلى 32٪ في عام 2011.

## اللغة
يتحدث سکان خوست لغة الباشتو والتي تتميز بلهجة خاصة وتقليدية ومختلفة عما يتکلم بها بقية البشتون في أفغانستان ويصعب فهما لکثير من الأفغان لا سيما البشتون.

## البلدات
مدينة خوست، جاجی ميدان، تنی، سبرة، موسی خيل، مندوزی، کُربز، نادر شاه کوت، قلندر، صبری، باک، ترازايي وشـمل، قدام، لندر، صادق، هرنوخيل، كوتكي، زكرخيل.

## الماء
يمر بمقاطعة خوست نهر كورام، الذي ينبع من روكيان ديفيلي، ويمر عبر المنطقة، ثم يدخل «بلد توريس أو وادي كورام».

## السكان
اعتبارًا من عام 2021، بلغ عدد سكان المقاطعة حوالي 950.000 نسمة. وقدرت مصادر أخرى العدد بأكثر من مليون. يشكل شعب البشتون 99٪ من السكان، و1٪ هم طاجيك وآخرين.

## معرض الصور

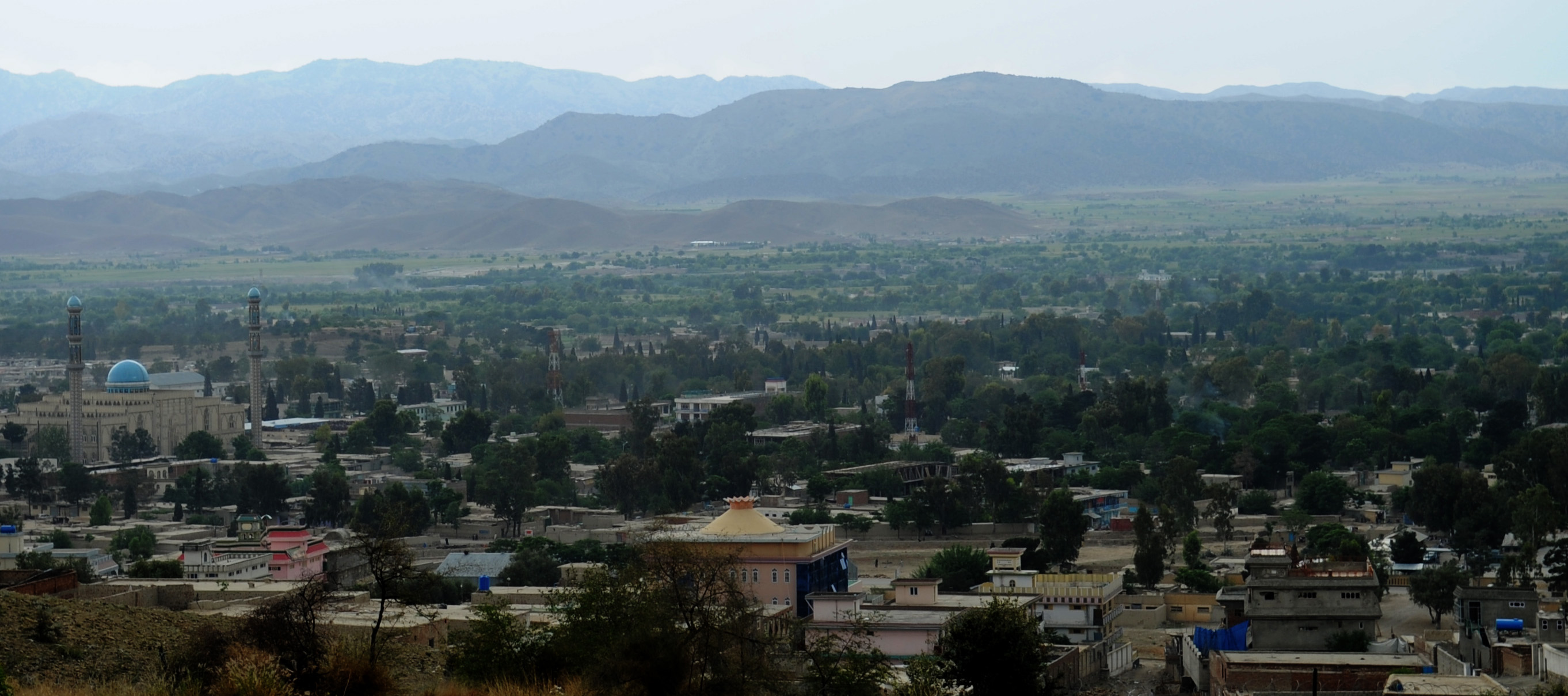
خوست، عاصمة محافظة خوست
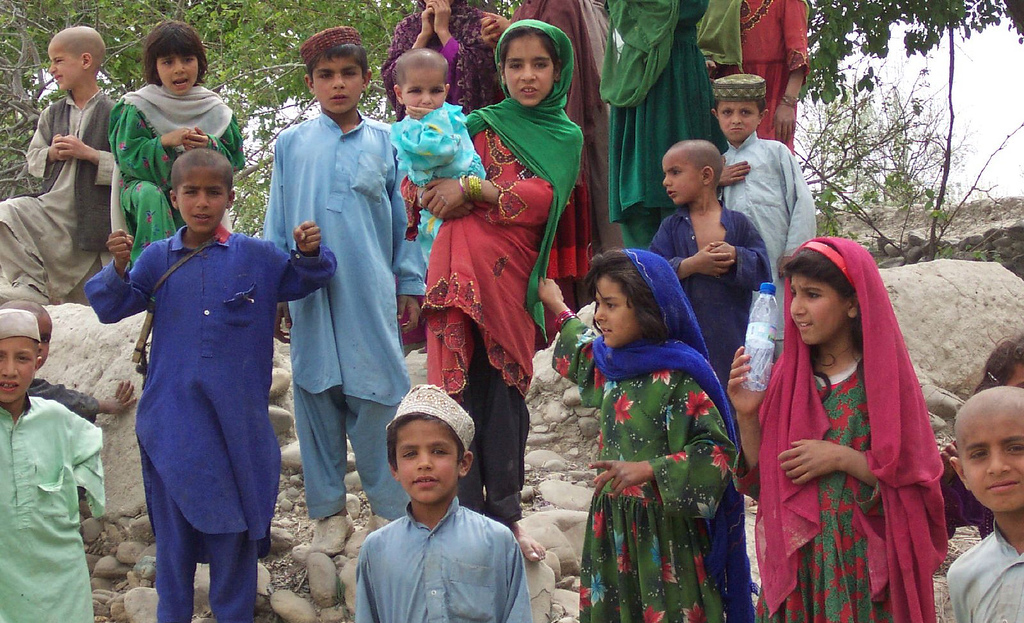
أطفال أفغان
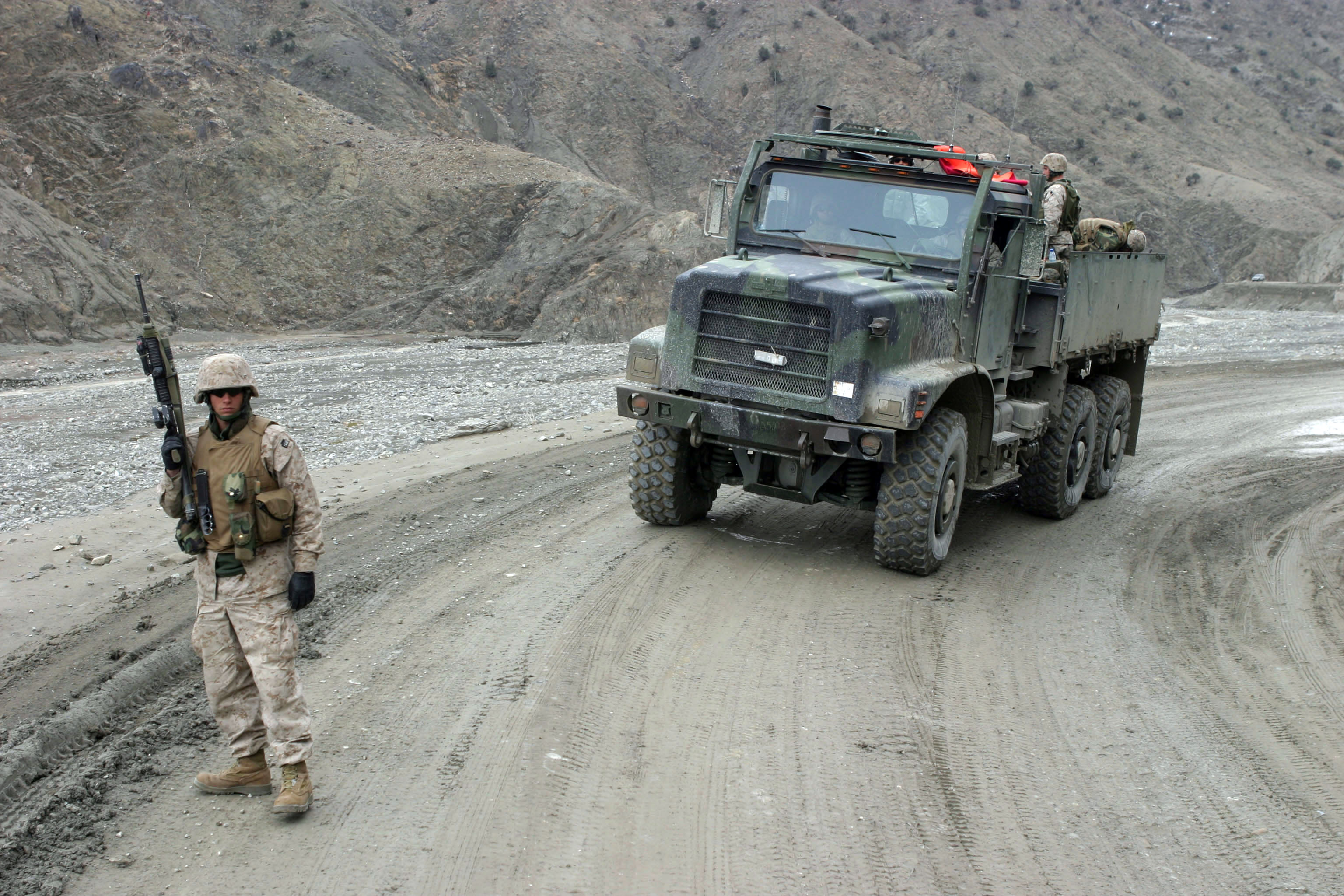
جندي من جنود البحرية الأمريكية، تم تعيينه في سرية الأسلحة، الكتيبة الثالثة، الفوج البحري الثالث، يوفر الأمن أثناء وجوده في ممر خوست-جارديز (ديسمبر 2004)
جنود أمريكيون خلال مهمة (يونيو 2013)
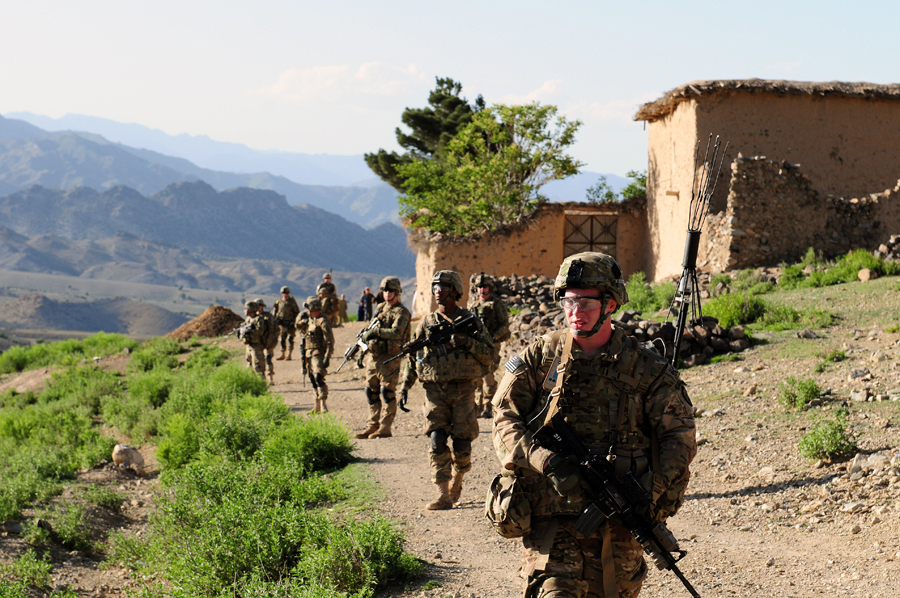
جنود أمريكيون خلال مهمة في منطقة تانيو (مايو 2012)

## أعلام
- فيدا سمادزاي
- جلال الدين حقاني
- ديلاوار